# بخش اسحاق‌آباد
بخش اسحاق‌آباد شهرستان زبرخان یکی از دو بخش شهرستان زبرخان بوده که در اردیبهشت ۱۳۹۹ با تصویب هیئت وزیران تأسیس شد. مرکز این بخش اسحاق‌آباد است.